# Баллистол

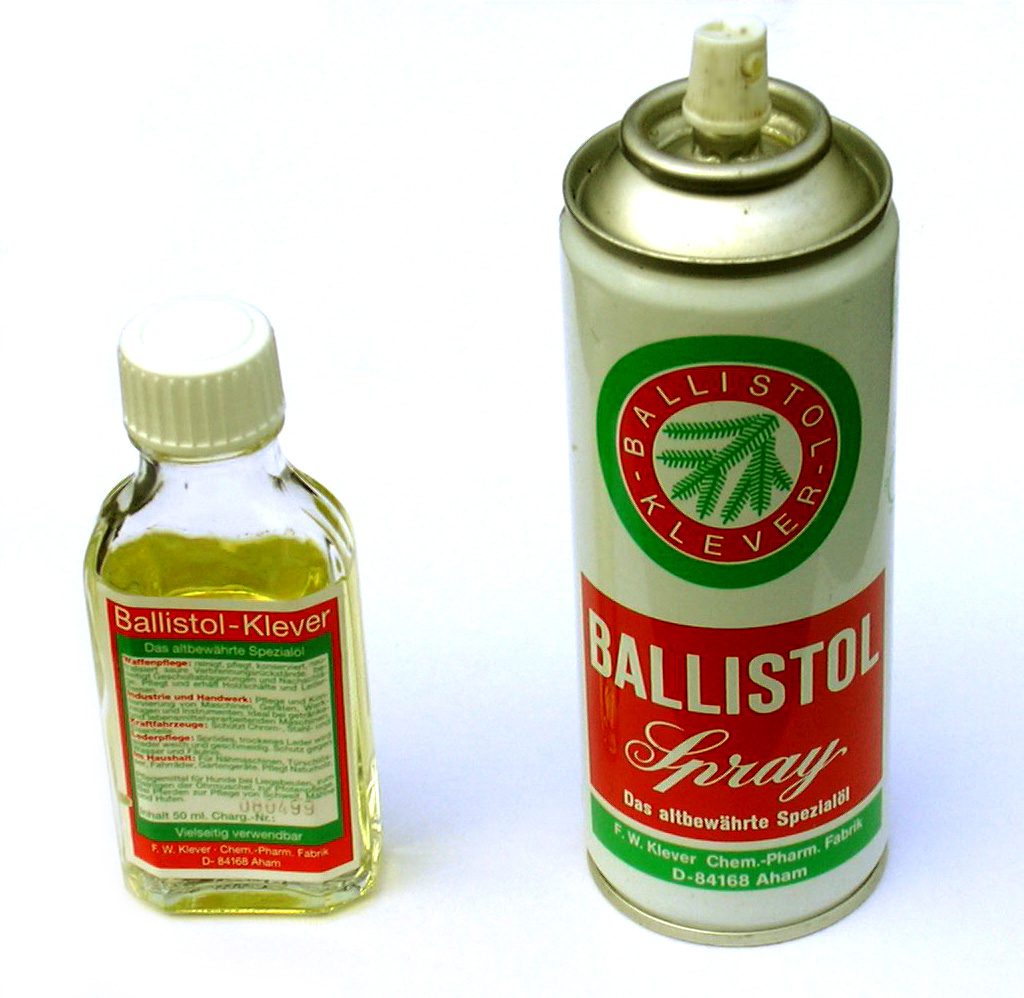
Баллистоль как жидкость и аэрозоль.

Баллистол (нем. Ballistol) — оружейная смазка, разработанная в начале XX века Фридрихом Клевером для немецкой армии.

## Применение
Применяется в основном для ухода за стрелковым оружием для чистки, смазки и защиты от коррозии. Производитель рекомендует применять средство также для ухода за деревянными частями оружия (цевьё, приклад) и кожей (ремни).

## Свойства и ограничения
Основной ингредиент баллистола — вазелиновое масло. Оно служит для смазки и защиты от коррозии. Входящий в состав этанол (спирт) оказывает дезинфицирующее и консервирующее действие. Характерный запах баллистолу придаёт отдушка.
Баллистол образует с водой молокообразную эмульсию. Имеет уровень pH от 8 до 8,5 (щелочной).
Использование средства для ухода за деревянными частями оружия стоит под вопросом. Его составные части при нормальных условиях не подвергаются полимеризации или окислению и остаются на дереве, поверхность становится жирной и традиционные средства для ухода за деревом — льняное или тунговое масло, воск, лак — не могут больше применяться.
Использование средства для кожаных изделий также приводит к их засаливанию.

## Состав
- Фармацевтическое Вазелиновое масло: CAS-Nr.8042-47-5
- Олеиновая кислота: CAS-Nr.112-80-1
- Спирты : CAS-Nr. 78-83-1 (Бутанол-1); CAS-Nr. 137-32-6 (Амиловый спирт); CAS-Nr. 100-51-6 (Бензиловый спирт)
- Ароматические масла.